# Информация
Информацията (от латински: informatio – разяснение, изложение, осведоменост) е понятие, свързано с обективното свойство на материалните обекти и явления (процеси) да пораждат многообразие от състояния, които могат да се предават на други обекти чрез взаимодействия и да се запечатват в тяхната структура. . Информацията представлява налично, използваемо знание, но не съществува единна дефиниция, а има сравнително широк кръг от значения в различните области на знанието..
Информацията е едно от общите понятия, свързани с материята като философско понятие. Информацията съществува във всеки материален обект като многообразие на неговите състояния и може да се създава, унищожава, предава, приема, съхранява и обработва. Съществуването на информацията като обективно свойство на материята произтича от нейните фундаментални свойства – структурност, непрекъснато изменение (движение) и взаимодействие между материалните обекти.
В по-тесния технически смисъл информацията е подредена редица от символи – данни. Те са обект на изследване от информатиката. Информационните технологии са дял на техниката, чиято основна задача е автоматизиране и систематизиране на работата с информация с помощта на изчислителна техника (компютри).
Терминът „информация“ е тясно свързан с понятия като комуникация, система за управление, образование, значение, стимул, възприятие.

## Класификация
Информацията може да се класифицира по различни критерии.
- Начин на получаване
  - Отразена – информация, която хората възприемат чрез сетивата си, обработват я в съзнанието си, като използват собствените си умствени възможности. Тя е субективна и не може да е достъпна непосредствено за други лица.
  - Материализирана – информация, представена върху материални (физически) носители. Може да се използва от всеки индивид. Тя е предмет на информатиката. В зависимост от материалната форма на носителя, информацията бива два основни вида:
    - Аналогова (непрекъснат поток от данни) – изменя се непрекъснато с времето и приема непрекъснати стойности (континуум от значения).
    - Дискретна (цифрова). Дискретната информация се изменя в някои моменти от време и приема дискретни стойности (множество от значения).

С вида на информацията е свързан изборът на начин за представянето ѝ (кодиране). Сама по себе си информацията не е материална, а като свойство на материята съществува на материални носители във вид на кодове.
Вид възприятие
- Визуална – възприема се с органите на зрението.
- Слухова – възприема се с органите на слуха.
- Тактилна – възприема се с тактилни рецептори.
- Обонятелна – възприема се с рецептори за обоняние.
- Вкусова – възприема се с рецептори за вкус.

Форма на представяне
- Текстова – предава се във вид на символи, предназначени да предават езика.
- Числова – във вид на цифри и знаци за математически действия.
- Графична – във вид на изображения, предмети, графики.
- Звукова – устна или във вид на запис, предназначени да предават езика.

Предназначение
- Масова – съдържа тривиални сведения и оперира с набор от понятия, разбираеми за по-голямата част от социума.
- Специална – съдържа специфичен набор от понятия и предава сведения, които може и да не са разбираеми за по-голямата част от социума, но са необходими и понятни в рамките на тясна социална група, където дадената информация се използва.
- Лична – набор от сведения от личен характер.

## Кодиране на информацията
Кодирането представлява система на подреждане на дадени знаци или други средства за действия с информацията. Например различните азбуки, състоящи се от букви, образуват думи (код от букви), а те изречения, които представляват съобщения. Друг пример е музиката, която се записва с ноти.
При изчислителните машини, апарати и средства се използва най-често система за кодиране, съответна на бройна система. В зависимост от бройната система тя може да е:
Единична – код от 1 (безсмислена за кодиране, защото не е възможно да се предаде съобщение с код от единствен символ!);
Двоична – 0 и 1 (информация 1 бит на символ – Да /Не, има сигнал/няма сигнал, присъща на всички съвременни дигитални устройства);
Троична – 0, 1, 2 (пример е Морзовата азбука – тире, точка, интервал);
Шестнадесетична
...
N бройна система – 0, 1, 2,..., (N-1).

## Съхраняване и обработване на информацията
Представлява кодиране на информацията като данни и съответно промяната ѝ чрез аритметично или друго подобно действие като: съкращаване, разширяване, събиране, изваждане, прибавяне, умножаване или друг възможен процес на обработване.
Компютрите използват за тази цел предимно двоичната бройна система, която представлява двоичен код (бинарен) от 1 и 0 (заемат определено място и позиция при кодирането), който се нарича бит и е най-малката единица информация:
1 бит кодира две стойности 1 или 0 („да“ или „не“).
2 бита кодира четири стойности 00, 01, 10, 11.
3 бита кодира осем стойности 000, 001, 010, 011, 100, 101, 110, 111.
...
x бита кодира 2x различни стойности.
Превръщането или записването на дадена информация в цифров вид с числа, се разлага на двоичен код, като нечетните числа се делят на 2 и остатъците 1 или 0 се записват като част от кода.
Пример:
Жълт цвят = 14
14:2=7+0 – > 0
7:2=3+1 – > 1
3:2=1+1 – > 1
1=1 => бинарен код от 1110
За да се подобри процеса на работа с битовете е въведена нова единица – байт като:
1 байт = 8 бита = 0000 0000, 0000 0001,.., 1111 1111 => 256 (28) различни стойности.
2 байта = 16 бита = 0000 0000 0000 0000,.., 1111 1111 1111 1111 => 65 536 (216) различни стойности
...
x байта = 8.x бита = x(0000 0000) => 28x стойности
Битовете могат да бъдат включени =1 или изключени =0 и заемат определено място и позиция в него.

## Теория на информацията
Теорията на информацията е клон на приложната математика и електротехниката, занимаващ се с количественото измерване на информацията. Нейното начало е поставено в средата на 20 век от американския инженер Клод Шанън, който се опитва да установи фундаменталните ограничения в обработката на сигнали и надеждността на съхраняването и предаването на данни.
През следващите години теорията на информацията намира приложение и в много други области, като статистическите изводи, обработката на естествени езици, криптографията, невробиологията, теорията на еволюцията и функциите на молекулярните кодове, термодинамиката, анализа на данни.
Основна мярка за информация в теорията на информацията е ентропията на Шанън, обикновено изразявана със средния брой битове, необходими за нейното съхранение или предаване. Ентропията оценява несигурността, свързана с предвиждането на стойността на случайна величина. Например, описването на изхода от хвърляне на монета (два равновероятни резултата) съдържа по-малко информация (има по-ниска ентропия) от описването на изхода от хвърляне на зар (шест равновероятни резултата).

## Информационно общество
Информацията и знанията в съвременното общество се превръщат в основни продукти и определят характера на развитието на цивилизацията. Затова и съвременният етап на развитие на човечеството се нарича информационно общество. В него доминираща роля играят информационно-комуникационните технологии (ИКТ). Характерни са следните особености:
- засилване на ролята на информацията в живота на обществото;
- нараства броят на заетите в информационните технологии, комуникациите и в производството, както и делът на информационни продукти и услуги в БВП;
- нараства проникването на телефони, радио, телевизия, Интернет;
- нараства влиянието на средствата за масова информация;
- като част от глобализацията се създава глобално информационно пространство, осигуряващо на хората по-ефективно взаимодействие и лесен достъп до световните информационни ресурси.

## Структура и значение
Съществуват четири етапа, под които днес се разглежда понятието информация:
1. Code
2. Syntax
3. Semantik
4. Pragmatik

### Документация и ред
Вилхелм Гаус пише в произведението си Dokumentations-und Ordnungslehre (1995), че информацията може да се разглежда под различни аспекти.
1. structure approach
2. knowledge approach
3. signal approach
4. message approach
5. meaning approach
6. effect approach
7. process approach

### Теория на информацията
- Klimant, Herbert, Rudi Piotraschke, Dagmar Schönfeld: Informations-und Kodierungstheorie. Teubner Verlag., Wiesbaden/Stuttgart 2003, ISBN 3-519-23003-8.
- Holger Lyre: Informationstheorie. Wilhelm Fink Verlag., Paderborn/München 2002, ISBN 3-7705-3446-8.
- Keith Devlin: Infos und Infone. Die mathematische Struktur der Information. Birkhäuser Verlag., Basel/Schweiz 1996, ISBN 3-7643-2703-0.
- Kåhre, Jan: The Mathematical Theory of Information, Springer, Berlin 2002, ISBN 1-4020-7064-0
- Bischof, Norbert: Struktur und Bedeutung. Eine Einführung in die Systemtheorie für Psychologen, Biologen und Sozialwissenschaftler zum Selbststudium und für den Gruppenunterricht. 2. Bern: Hans Huber, 1998. ISBN 3-456-83080-7.
- Tor Nørretranders: Spüre die Welt. Die Wissenschaft des Bewußtseins. Rowohlt, Reinbek 2000. ISBN 3-499-60251-2
- Bieletzke, S. und H.L. Grob: Aufbruch in die Informationsgesellschaft. Lit, Münster 1998. ISBN 3-8258-3844-7

- Luciano Floridi: What is the Philosophy of Information? Архив на оригинала от 2012-10-09 в Wayback Machine., Metaphilosophy, 33.1/2, 123 – 145, auch in T.W. Bynum und J.H. Moor (Hrsg.): CyberPhilosophy: The Intersection of Philosophy and Computing, Oxford – New York: Blackwell 2003.
- Luciano Floridi: The Blackwell Guide to the Philosophy of Computing and Information, Oxford – New York: Blackwell 2004.
- Glasersfeld, Ernst von: Informationsübertragung, in: Leon R. Tsvasman (Hg.): Das große Lexikon Medien und Kommunikation. Kompendium interdisziplinärer Konzepte. Würzburg 2006.
- Peter Janich: Was ist Information? Kritik einer Legende. Suhrkamp, Frankfurt 2006. ISBN 3-518-58470-7